# Beilhique de Mentexe
Beilhique de Mentexe (em turco: Menteşe Beyliği) foi um beilhique do sudoeste da Anatólia. Ocupou, grosso modo, as áreas das antigas Cária e Lícia, e abrangia sítios ocupados, na Antiguidade, por históricas cidades gregas, como Mileto, Halicarnasso, Cnido, Antífilo, Fênico, Telmesso da Lícia, e Cauno. Embora um beilhique, gozou de alto grau de independência durante a maior parte de sua história.

## Antecedentes
A Anatólia ocidental foi tomada pelos turcos ao Império Bizantino pela primeira vez no final do século XI. Estes turcos, os seljúcidas, fundaram na Anatólia o Sultanato de Rum (onde Rum era, apenas, a corruptela turca para Roma). A maior parte da Anatólia foi, contudo, rapidamente reconquistada para Bizâncio por Aleixo I Comneno (r. 1081–1118) com auxílio dos Cruzados em 1095 e por João II Comneno (r. 1118–1143), sendo os seljúcidas forçados a recuar para o leste.
Após Manuel I Comneno (r. 1043–1080) ter sido derrotado pelo sultão de Rum Quilije Arslã II na Batalha de Miriocéfalo (1176), a Lícia e a Cária voltaram a cair em mãos dos seljúcidas. Com a decadência militar dos seljúcidas, em meados do século XIII, vários beilhique (vassalos ao Sultanato de Rum) começaram a ser estabelecidos na Anatólia, entre eles, o Beilhique de Mentexe.

## Origem e ascensão
O beilhique foi fundado por Mentexe Bei em 1260, com capital em Milas, e dotada de uma fortaleza em Beçin, não muito longe da capital. Estendia-se, originalmente, do Rio Meandro até os arredores de Antália, e por alguns anos dominou algumas ilhas do Dodecaneso, inclusive parte de Rodes (1300–1314).
Mentexe chegou a desenvolver uma marinha de séria importância regional, e deixou monumentos arquitetônicos como as mesquitas de Firuz Bei e Ilias Bei.
Enfrentou guerras contra seus beilhique vizinhos, perdendo uma faixa ao norte de seu território para o Beilhique de Aidim (entre eles, a cidade de Güzelhisar, que se tornou capital daquele beilhique). Perdeu também regiões para Hamidali. Na segunda metade do século XIV, contudo, se aliaria a esses beilhique na resistência ao avanço Otomano.

## Queda
Bajazeto I, Sultão dos Otomanos, conquistou Mentexe em 1390. Com a invasão da Anatólia por Tamerlão e a subsequente crise institucional do Império Otomano, Mentexe recuperou sua independência, garantida pelo próprio Tamerlão em 1402, que restaurou o beilhique a seu antigo soberano Ilias Bei.
Após a restauração do Império Otomano, por Maomé I, o Cavalheiro, Mentexe tentou manter sua independência declarando-se beilhique vassalo ao Sultão Otomano; foi, todavia, invadido, anexado e suprimido por Murade II em 1424. Criou-se, no lugar, a província de Muğla.

## A Riviera Turca
A Cária, por sua belezas naturais, veio a se tornar a província favorita de Murade II; aí o Sultão desfrutou dois anos de ócio contemplativo, após entregar o governo do Império ao seu filho Maomé II.